# The Brahms
The Brahms is een Nederlandse indieband. De band bestaat uit David Westmeijer (zang), Tomasso Braam (gitaar) en Martin Brummelkamp (drums).

## Geschiedenis
De leden van de band leerden elkaar kennen op de Herman Brood Academie en wisten in 2014 in het voorprogramma te komen van bands zoals The Kooks. Ze scoorden in de zomer van 2015 een 3FM Megahit met het nummer Golden. Op 28 maart 2016 wonnen The Brahms een 3FM Award als beste alternatieve act. In september 2017 hadden ze opnieuw een 3FM Megahit te pakken met Sleep.

## Discografie
- Meraki (EP) (2015)
- Belise (EP) (2016)
- Me And My Damn Dreams (Album) (2018)

## Awards
2016: 3FM Award - Beste Alternative Act